# Acremonium ossicola
Acremonium ossicola är en svampart som beskrevs av Cif. & Redaelli 1943. Acremonium ossicola ingår i släktet Acremonium, ordningen köttkärnsvampar, klassen Sordariomycetes, divisionen sporsäcksvampar och riket svampar.   Inga underarter finns listade i Catalogue of Life.